# Le Messager du Nord

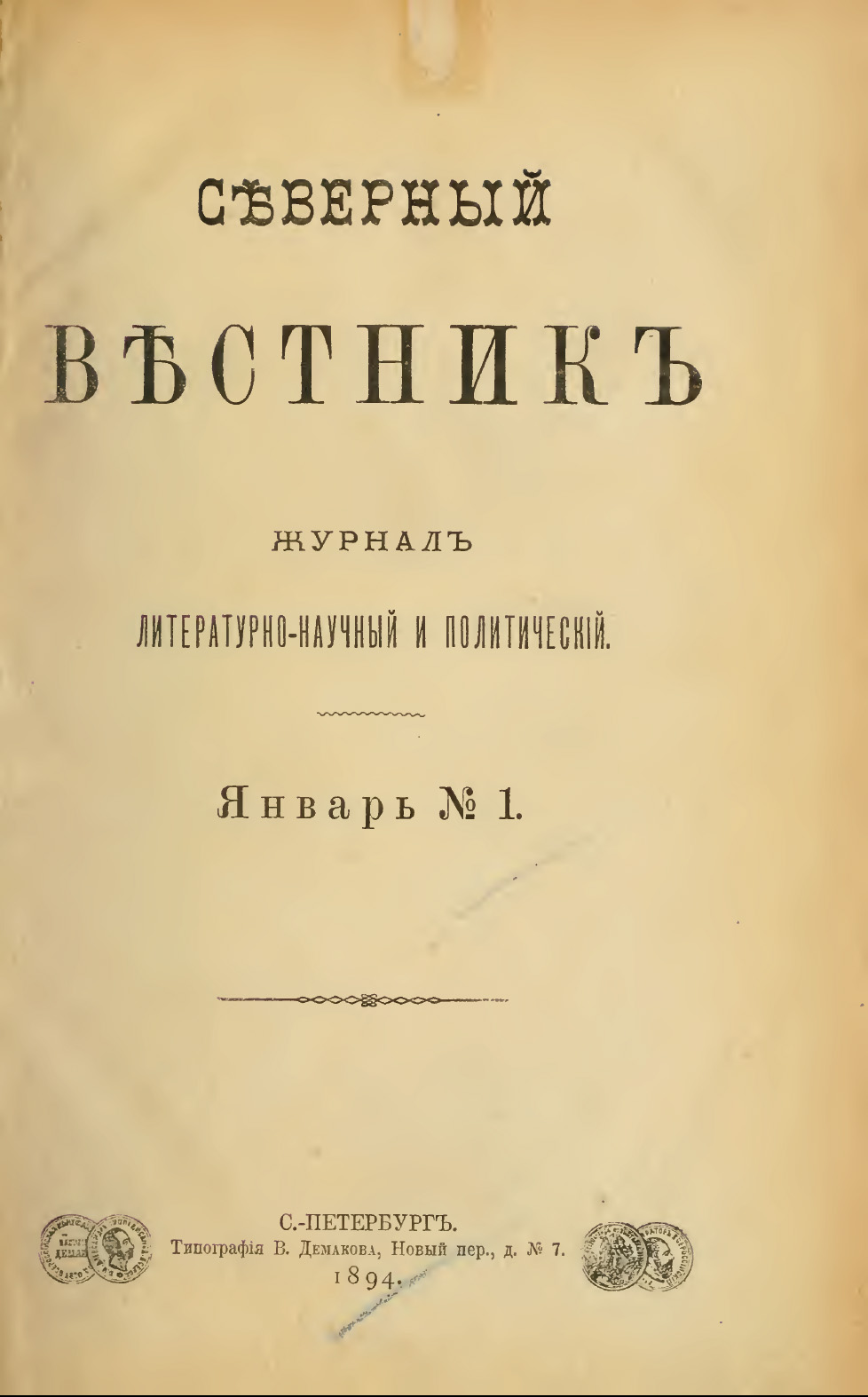
Couverture du numéro de janvier 1894

Le Messager du Nord (en russe : Северный вестник, Severny Vestnik) est une revue littéraire russe éditée à Saint-Pétersbourg de 1885 à 1898 sous le règne d'Alexandre III et le début du règne de Nicolas II.

## Historique
La revue est fondée en 1885 par Anna Yevreinova, première femme russe à être docteur en droit. Elle la dirige jusqu'en 1889. En 1894, Lioubov Gourevitch prend la tête de la publication. Avec la fin de la parution des Annales de la Patrie en 1884, la revue accueille dès sa création des intellectuels, dont certains se rapprocheront du mouvement des Narodniki ou de l'intelligentsia défendant l'idée du peuple (narod) comme garant de la sagesse et de l'unité identitaire de la Russie, regroupés autour de Nikolaï Mikhaïlovski. 
Le Messager du Nord ouvre aussi ses colonnes à des écrivains, tels qu'Anton Tchekhov, Gleb Ouspenski (1843-1902), Vladimir Korolenko (1853-1921), populiste opposé au régime impérial, Constantin Stanioukovitch (1843-1903) qui prenait souvent comme thème des récits de marine, etc. À partir des années 1890, la revue s'oriente vers l'esthétisme des décadents ou des symbolistes russes, comme Dimitri Merejkovski, Zinaïda Hippius ou Constantin Balmont.